# ТЕЦ Gulf VTP
13°0′13″ пн. ш. 101°10′22″ сх. д. / 13.00361° пн. ш. 101.17278° сх. д.
ТЕЦ Gulf VTP — теплоелектроцентраль, яка споруджена у тайській провінції Районг в індустріальному парку Eastern Seaboard Industrial Estate (ESIE).
У 2017 році на майданчику станції став до ладу парогазовий блок комбінованого циклу номінальною потужністю 137 МВт, в якому дві газові турбіни живлять через відповідну кількість котлів-утилізаторів одну парову турбіну. Окрім виробництва електроенергії станція може постачати підприємствам індустріальної зони технологічну пару в обсягах 20 тонн на годину.
Як паливо станція використовує природний газ (її майданчик знаходиться неподалік від газотранспортного коридору Районг — Бангпаконг).
Проект реалізували через Gulf VTP Company Limited (GVTP), власниками якої із частками 74,99 % та 25,01 % є Gulf MP Company Limited (GMP) та WHA Utilities and Power PCL (WHAUP). При цьому GMP належить Gulf Energy Development Public Company (найбільший тайський приватний інвестор в електроенергетику) та японській Mitsui, що мають частки 70 % та 30 % відповідно, тоді як WHAUP є частиною WHA Group, що, зокрема, займається розвитком кількох тайських індустріальних парків.